# Presidente Kubitschek
Presidente Kubitschek är en kommun i Brasilien.   Den ligger i delstaten Minas Gerais, i den sydöstra delen av landet, 600 km sydost om huvudstaden Brasília. Antalet invånare är 2 959.
Omgivningarna runt Presidente Kubitschek är huvudsakligen savann. Runt Presidente Kubitschek är det glesbefolkat, med 15 invånare per kvadratkilometer.